# 实施税收协定相关措施以防止税基侵蚀和利润转移的多边公约
实施税收协定相关措施以防止税基侵蚀和利润转移的多边公约（英語：Multilateral Convention to Implement Tax Treaty Related Measures to Prevent Base Erosion and Profit Shifting），是2016年经济合作与发展组织制订的国际公约。公约订于法国巴黎，于2018年7月1日生效，保存人是经合组织秘书长。

## 背景
各缔约国考虑到激进的国际税收筹划人为将利润转移至免税或低税地区，导致了政府公司税收的大量流失；意识到税基侵蚀和利润转移（BEPS）问题对于工业化国家、新兴经济体和发展中国家都已迫在眉睫；认识到有必要建立一个有效机制，以同步、高效地在现有避免双重征税协定网络中作出已达成共识的修改，无需逐一开展双边谈判修订协定，制订公约各条款。

## 内容
公约对税收透明体，双重居民实体，消除双重征税方法的适用，被涵盖税收协定的目的，防止协定滥用，享受股息低档税率的条件，转让其价值主要来自于不动产的实体的股权或权益取得的财产收益，针对位于第三方管辖区的常设机构的反滥用规定，税收协定对居民国征税权的限制，和规避常设机构构成等作了规定。